# مچین
شهر مچین (به رومانیایی: Măcin) در شهرستان تولچه در کشور رومانی واقع شده‌است. جمعیت این شهر ۱۱٬۸۰۳ نفر  است.